# Guambrillenvogel
Der Guambrillenvogel (Zosterops conspicillatus, Syn.:  Zosterops conspicllatus ssp. conspicillatus) ist eine laut IUCN ausgestorbene Brillenvogelart von der Marianen-Insel Guam. Zusammen mit dem stark gefährdeten Saypanbrillenvogel (Zosterops conspicillatus saypani), der bei der IUCN als eigenständige Art gilt, wird er auch als Zügelbrillenvogel (Zosterops conspicillatus) bezeichnet.

## Merkmale
Der Guambrillenvogel erreichte eine Körperlänge von 10 cm und ein Gewicht von 7,9 bis 10,5 g. Die Oberseite der adulten Vögel war hell olivgrün. Die Ohrdecken waren olivfarben. Die Flügel und der Schwanz waren dunkelbraun mit grünlich-gelben Säumen. Das Kinn und die Kehle waren gelblich-weiß. Brust und Bauch waren schmutzig gelblich-weiß. Der Augenring war weiß. Der Oberschnabel war gelb, der Unterschnabel heller. Die Iris war hell bernsteinfarben. Die Beine und die Füße waren dunkel olivgrau. Die Weibchen waren allgemein heller gefärbt.

## Lebensraum und Lebensweise
Der Guambrillenvogel kam in fast allen Habitaten vor, einschließlich ausgewachsener Kalksteinwälder, wo er in größeren Feigen- und Guettarda-Bäumen auf Nahrungssuche ging. Er nutzte auch Buschland mit Sekundärbewuchs, Grasland, Strandzonen und Feuchtgebiete sowie die Vorgebirge der Insel als Lebensräume. Er war überwiegend Insektenfresser, nahm aber gelegentlich auch Früchte und Nektar zu sich. Bei der Nahrungssuche bildete er kleine Schwärme in den oberen Baumkronen. Sein Kontaktruf bestand aus tiefen Schnalzlauten. Es gab kein territoriales Verhalten und die Vögel schienen ganzjährig zu nisten. Die Nester wurden selten beobachtet, aber Ernst Hartert fand einige 1 bis 2 m über dem Boden, während ein anderes Nest in 2,4 m Höhe in einem Weißkopfmimosen-Strauch lag. Es war aus feinen Fasern und Wurzeln errichtet und zu einem hängenden Korb geflochten.

## Aussterben

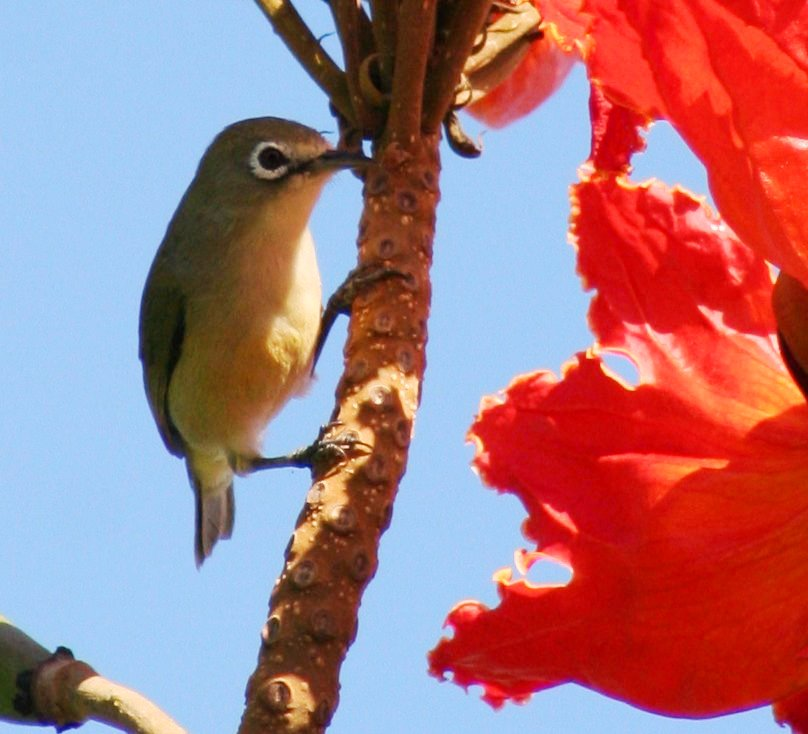
Der ähnliche Saypanbrillenvogel (Zosterops conspicllatus saypani) ist ebenfalls der Bedrohung durch die eingeführte Braune Nachtbaumnatter ausgesetzt

Vor der Einführung der Braunen Nachtbaumnatter (Boiga irregularis) auf Guam in den 1940er Jahren war der Guambrillenvogel weit verbreitet. Danach ging sein Bestand dramatisch zurück. Bei den Zählungen in den Jahren 1963 bis 1968 kam die Art noch in einigen begrenzten Gebieten im Süden Guams vor, wurde aber bis 1970 auf die Klippenregion und den dazugehörigen Wald des nördlichen Plateaus zurückgedrängt. Der Super-Taifun Pamela traf das Gebiet vom 19. bis 23. Mai 1976 und zerstörte den verbliebenen Lebensraum der Brillenvögel. Eine 1981 durchgeführte Suche des United States Fish and Wildlife Service ergab etwa 2.200 Individuen, wobei der Brillenvogel aus etwa 98 % seines ursprünglichen Verbreitungsgebiets verschwand. Bis 1982 war der Guambrillenvogel auf das Pajon-Basin im äußersten Norden von Guam beschränkt, wo ein Restbestand von weniger als 50 Vögeln überlebte. Diese Population fiel dann schnell der Nachstellung durch die Braune Nachtbaumnatter zum Opfer. Der letzte Nachweis erfolgte im Juni 1983.